# 30년식 보병총
30년식 보병총(三十年式歩兵銃 산쥬넨시키 호헤이쥬[*])는 아리사카 나리아키라가 개발하고 1897년에 채용된 일본제국 육군의 볼트액션 소총이다. 무라다 소총에 비해 구경이 작은 대신 명중률이 높은 고속 소총탄인 6.5x50 mm 30식를 사용한다. 채용된 직후에 생산을 시작하여 1903년이 돼서야 모든 전역에 배치를 마치고, 무라다 소총와 함께 러일 전쟁에서 주력으로 쓰였으며, 제1차 세계 대전 도중 후속기종으로서 채용된 38식 보병총으로 교체되었다.
파생형으로는 기병대에서 말 위에서 쏘기 쉽도록 전체 길이를 300 mm 정도 줄인 30식 기병총과 해군 육전대에서 쓰기 위해 남부 기지로에 의해 개량된 35식 해군총이 있다.

## 같이 보기
- 38식 보병총
- 99식 소총